# Musée des Beaux-Arts de Strasbourg

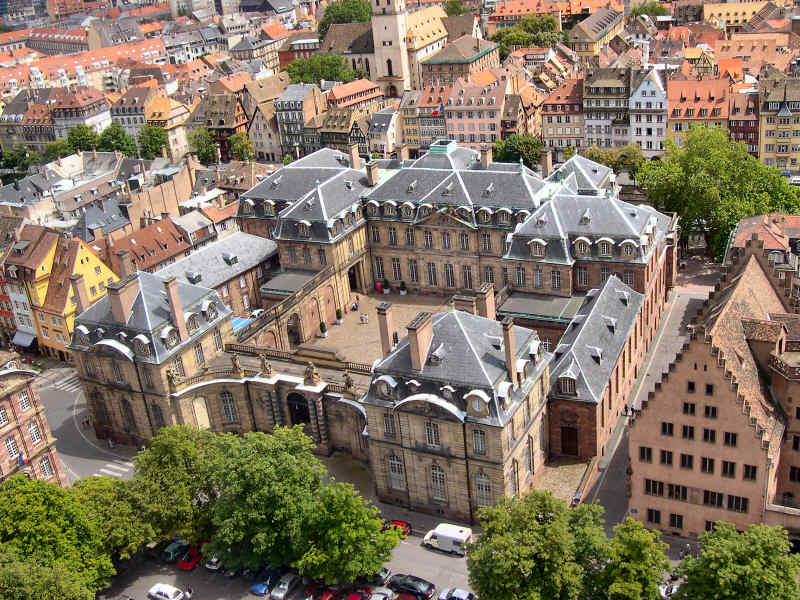
Das Museum befindet sich im bedeutendsten Barockgebäude Straßburgs, dem Palais Rohan

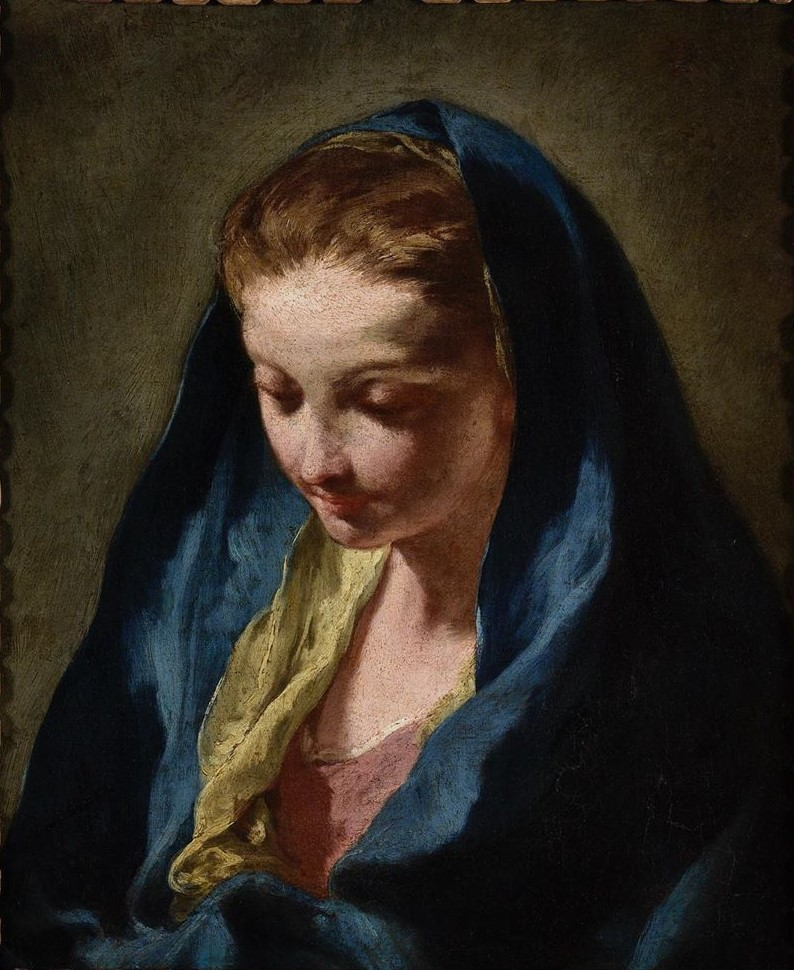
„Kopf der Jungfrau“, von Pittoni

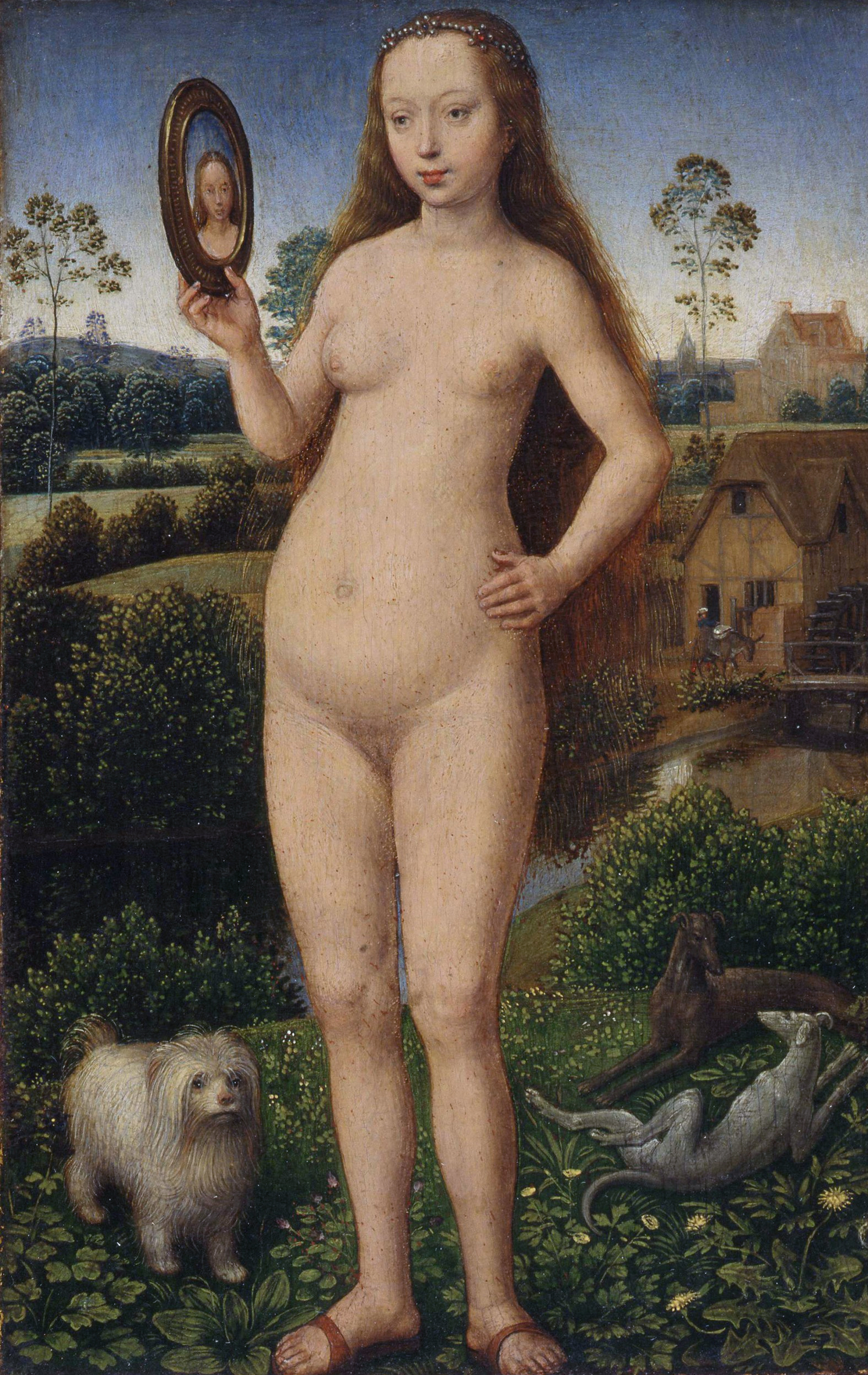
„Eitelkeit“, von Hans Memling (Flügel eines Flügelaltars)

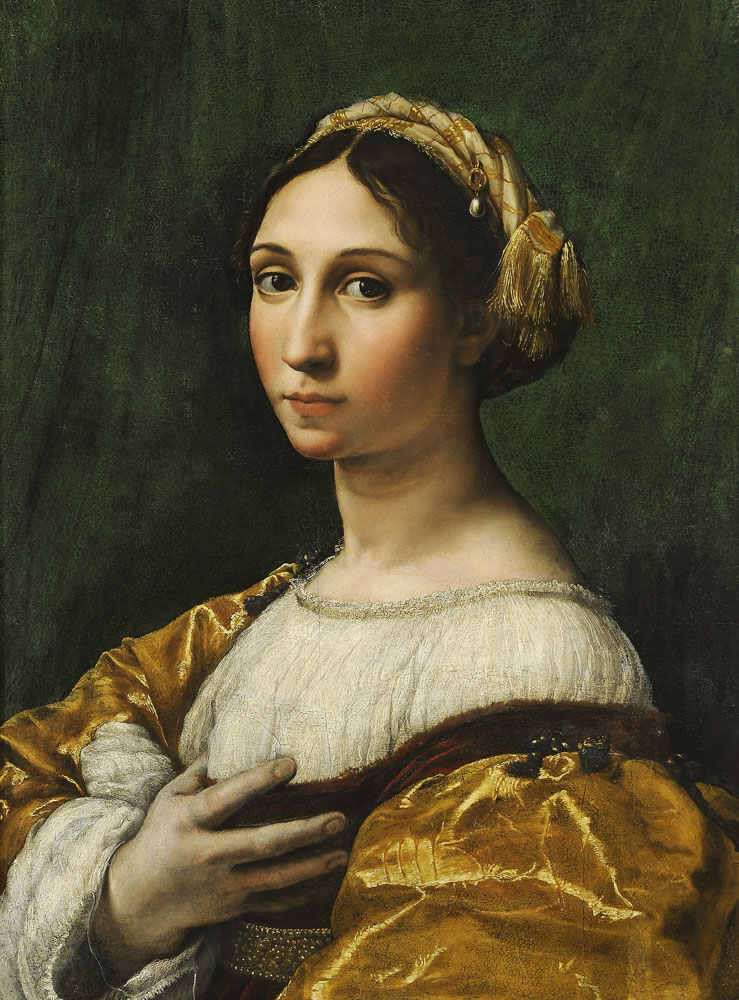
„Bildnis einer jungen Frau“, von Raffael

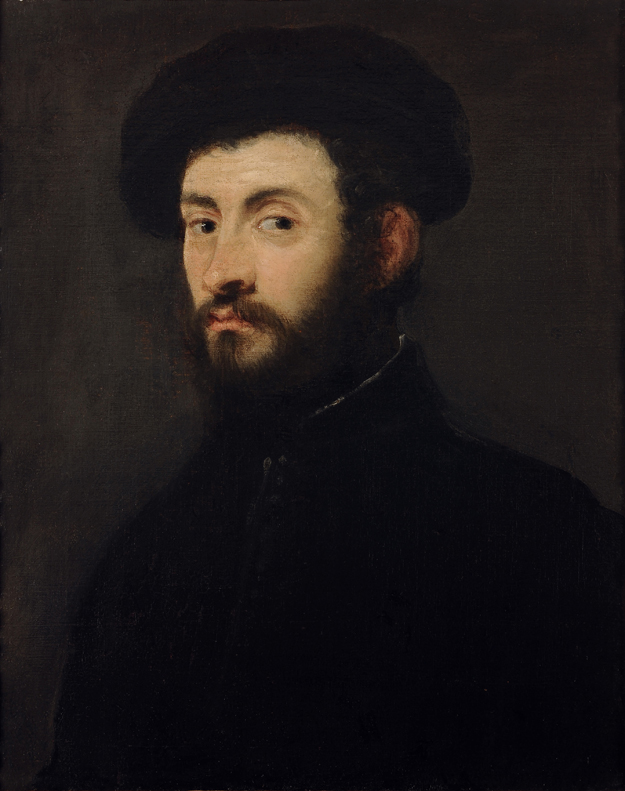
„Bildnis eines bärtigen Unbekannten“, von Jacopo Tintoretto

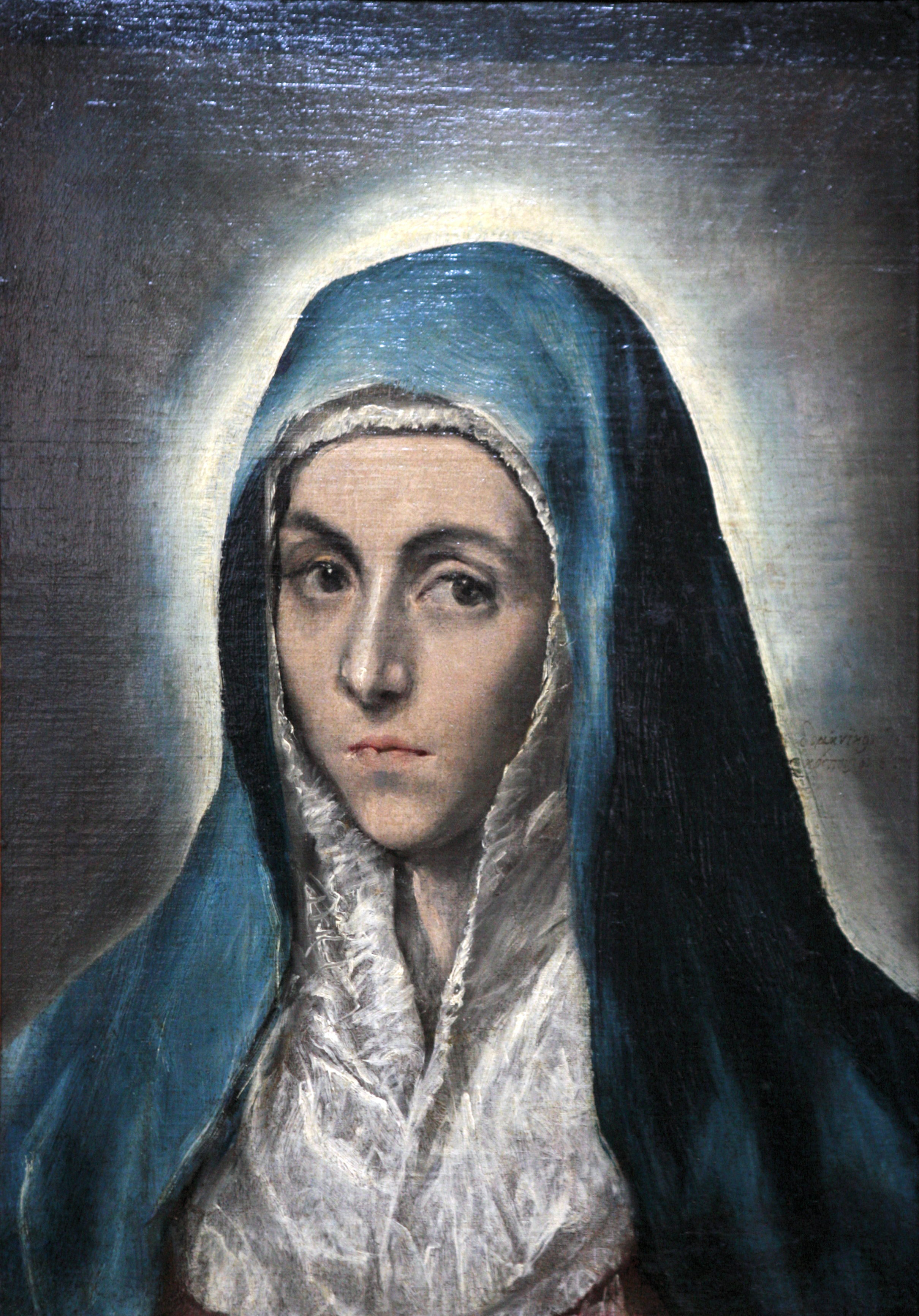
„Mater dolorosa“, von El Greco

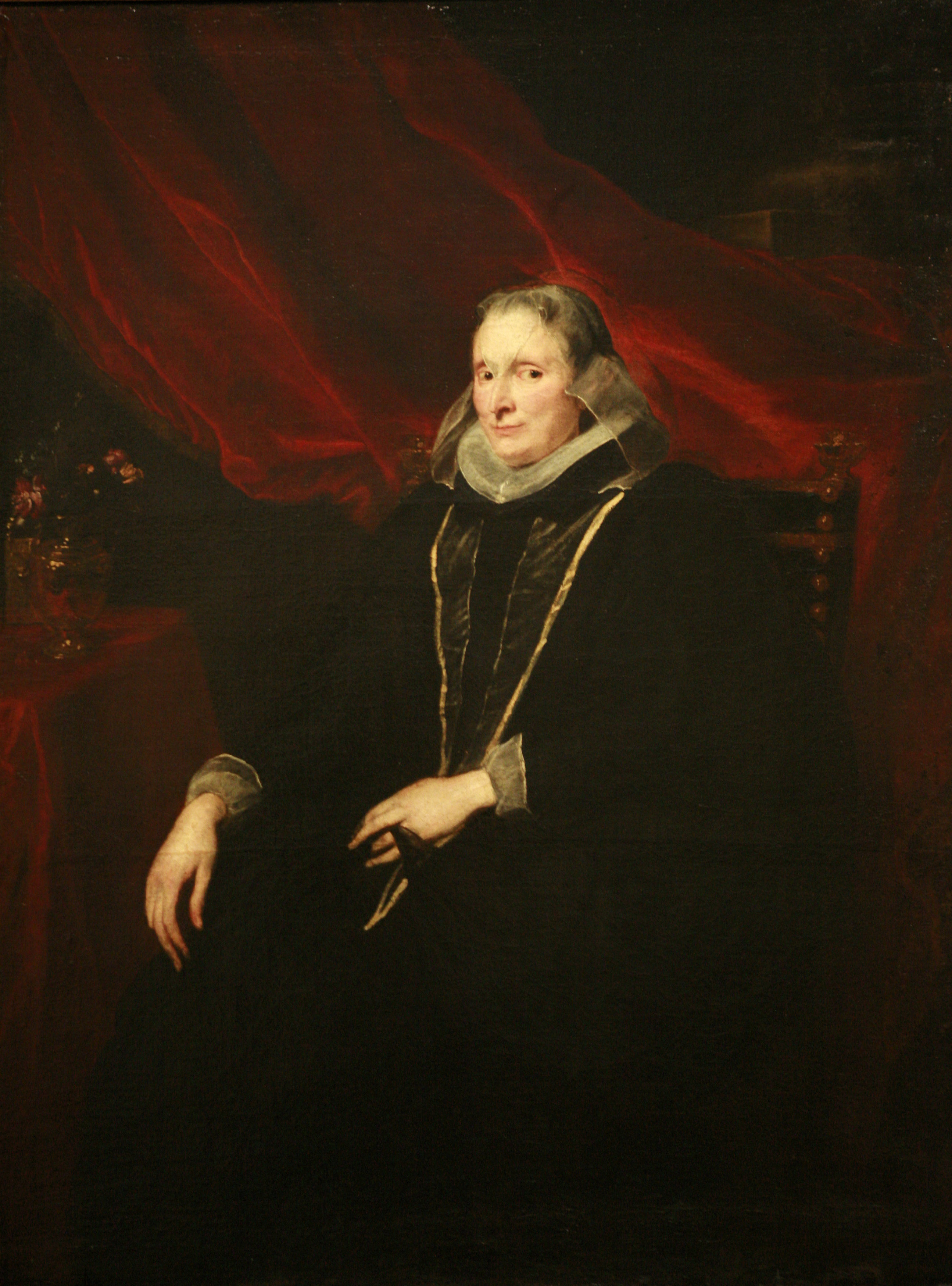
„Bildnis der Luigia Cattaneo-Gentile“, von Anton van Dyck

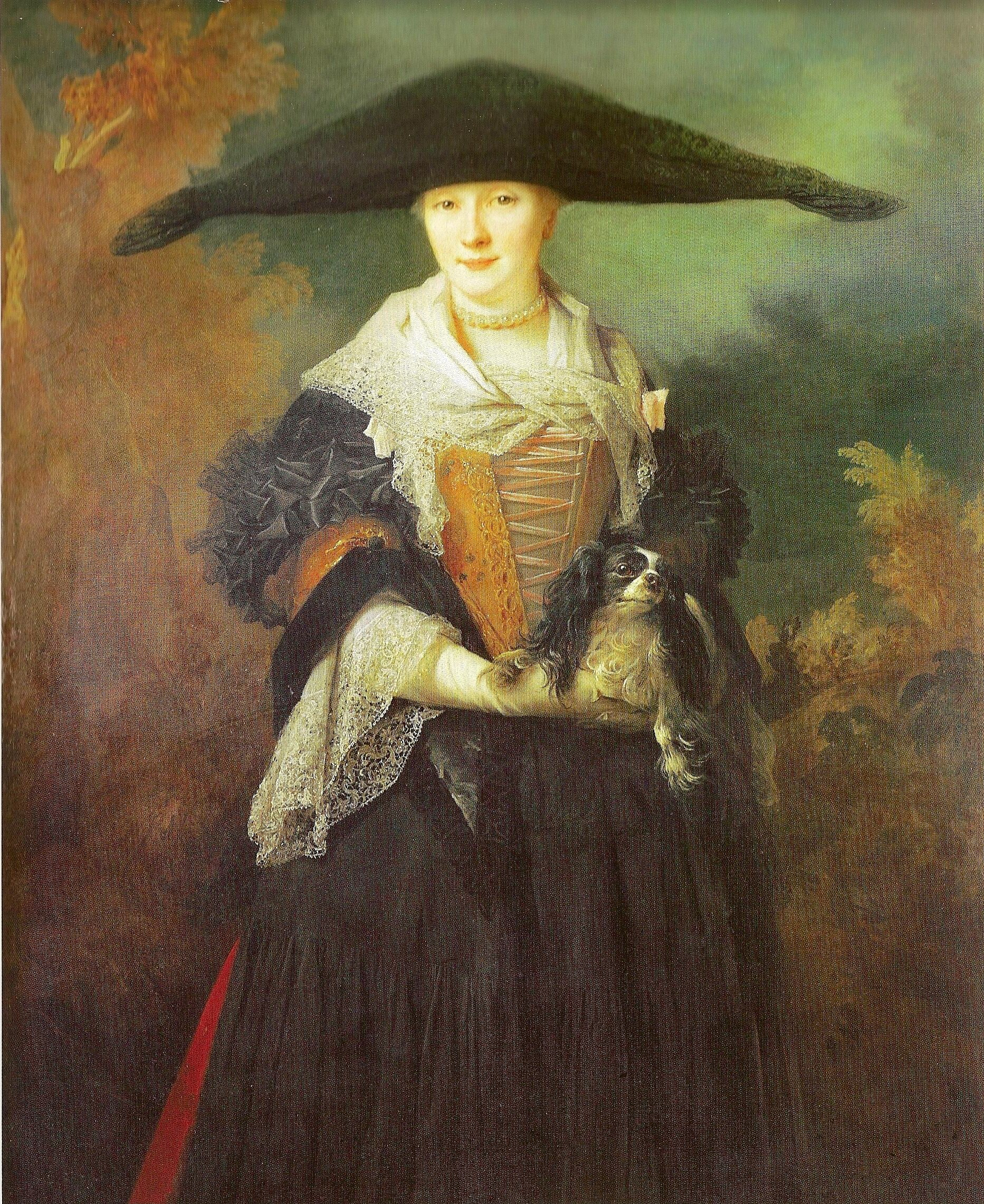
„Die schöne Straßburgerin“, von Nicolas de Largillière

Das Musée des Beaux-Arts (deutsch Museum für schöne Künste) ist die Gemäldesammlung alter Meister der Stadt Straßburg im Elsass. Sie befindet sich seit 1898 im ersten und zweiten Stockwerk des barocken Palais Rohan. Zum 31. Dezember 2015 besaß das Museum 1.934 Werke (mehrheitlich Gemälde) aus dem 14. Jahrhundert bis 1870, von denen etwa ein Sechstel ständig ausgestellt werden; seither ist die Sammlung weiter gewachsen (siehe unten). Die Sammlung zeigt Künstler aus dem nicht-oberrheinischen Raum ab dem 14. Jahrhundert sowie Künstler aus dem oberrheinischen Raum ab 1681, dem Jahr der Angliederung des Elsass an Frankreich. Die Künstler des Mittelalters und der Renaissance aus dem oberrheinischen Raum werden im benachbarten Frauenhausmuseum ausgestellt.
Das Museum besitzt ebenfalls eine kleine bedeutsame Sammlung von Skulpturen (hauptsächlich Büsten), vornehmlich aus Italien und Frankreich.

## Geschichtlicher Überblick
Die erste städtische Kunstsammlung der Stadt Straßburg war das Ergebnis der Französischen Revolution und ergab sich aus der Enteignung von Kirchen und Klöstern. Im Laufe der Jahre wuchs die 1801 aufgrund des Chaptal-Erlass gegründete Sammlung durch private Schenkungen sowie durch staatliche Leihgaben aus den Beständen des Louvre. Am 24. August 1870 wurde das in der Aubette am Kléberplatz untergebrachte Museum durch preußisches Artilleriefeuer in Brand gesteckt und vollständig vernichtet. Nach Ende des Deutsch-Französischen Kriegs wurde die Neugründung des Museums beschlossen, mit dieser wurde 1889 der Berliner Kunsthistoriker Wilhelm Bode beauftragt. 1890 wurde das Museum aus der Taufe gehoben und seitdem durch Ankäufe und Schenkungen neu bestückt.
1931, unter der Leitung von Hans Haug (1890–1965), wurde die Sammlung mittelalterlicher Kunst und oberrheinischer Malerei (Konrad Witz, Hans Baldung, Sebastian Stoskopff) in das neu gegründete Frauenhausmuseum überführt. Die Sammlung moderner Kunst kam später ihrerseits in das Museum für moderne und zeitgenössische Kunst. Vorgesetzter von Haug in den Jahren der deutschen Besatzung 1940–1944 war Kurt Martin. Während des Zweiten Weltkriegs war er als Generalbevollmächtigter für die Museen im Elsass. Insgesamt beschaffte Martin für die Straßburger Museen rund 500 Gemälde aus ganz unterschiedlichen Quellen, zumeist aus Frankreich, den Niederlanden und Deutschland. Die meisten dieser Werke sind noch heute in Straßburg. Martin war auch staatlicher Bevollmächtigter für die Sicherstellung von Kunstbesitz aus „volks- und reichsfeindlichen Vermögen“ im Elsass. Zu seinen Aufgaben gehörte also auch die Beschaffung aus jüdischen Sammlungen und aus Sammlungen frankreichtreuer Franzosen.
Am 13. August 1947 vernichtete ein Brand einen Teil der wiederhergestellten Sammlung, darunter Werke von Francesco Guardi, Antonio Pollaiuolo, Lucas Cranach dem Älteren und Thomas de Keyser. Mit dem Geld der Versicherung konnten jedoch andere künstlerisch wertvolle Bilder angekauft werden. Auch wurde und wird das Museum regelmäßig durch Schenkungen bestückt, unter anderem 1987 und 1994 durch die Sammler Othon Kaufmann und François Schlageter (italienische Gemälde), 2004 durch die Sammler Roger und Elisabeth Eisenbeth (niederländische Gemälde) 2009 durch die Sammlerin Ann L. Oppenheimer (italienische, flämische und niederländische Gemälde). und 2019 durch die Sammlerinnen Jeannine Poitrey and Marie-Claire Ballabio (17 Gemälde, überwiegend italienisch und flämisch).

## Ausgestellte Maler (Auswahl)

### Italiener
Giotto di Bondone
Sano di Pietro
Sandro Botticelli
Carlo Crivelli
Piero di Cosimo
Giovanni Battista Cima
Raffael
Antonio da Correggio
Paolo Veronese
Jacopo Tintoretto
Guercino
Canaletto
Salvator Rosa
Giambattista Pittoni
Alessandro Magnasco
Giuseppe Maria Crespi

### Flamen und Niederländer
Christiaen Gillisz. van Couwenbergh
Hans Memling
Gerard David
Maarten van Heemskerck
Peter Paul Rubens
Jacob Jordaens
Salomon van Ruysdael
Pieter de Hooch
Anton van Dyck
Willem Kalf
Pieter Claesz

### Spanier
El Greco
Jusepe de Ribera
Francisco de Zurbarán
Francisco de Goya

### Franzosen
Philippe de Champaigne
Claude Lorrain
Nicolas de Largillière
François Boucher
Simon Vouet
Antoine Watteau
Philipp Jakob Loutherbourg der Jüngere
Jean-Baptiste Camille Corot
Théodore Chassériau
Gustave Courbet
Théodore Rousseau

## Ausgestellte Bildhauer
Baccio Bandinelli
Alessandro Algardi
Alessandro Vittoria
François Girardon
Jean-Antoine Houdon
Jean-Baptiste Carpeaux
Théodore-Charles Gruyère
François Joseph Bosio
Adolf von Hildebrand